# Цистра

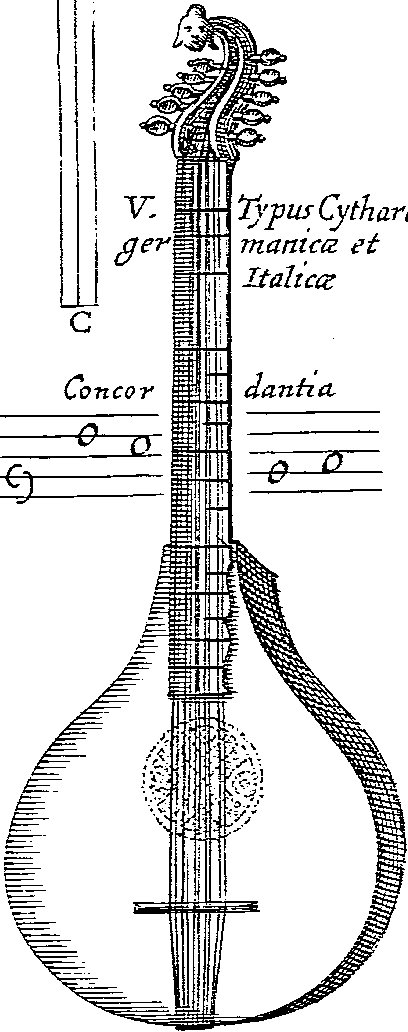
Цитра, позначена як cythara Italica et Germanica (щоб відрізнити її від інших тогочасних інструментів з латинською назвою cithara), з книги Кірхера Musurgia Universalis

 Цистра (від фр. cistre) — старовинний струнний щипковий музичний інструмент. За формою нагадує сучасну мандоліну напів овальної форми. Має 5–12 подвійних струн. Була поширена в Німеччині, Італії та інших країнах Західної Європи в XV — початку XIX ст. (особливо в міському середовищі наприкінці XVIII — початку XIX ст.). Специфічним різновидом цистри в Європі другої половини XVIII — першої половини XIX ст. була англійська гітара. Різновиди цистри — велика басова, тенорова, мала.
На відміну від лютні, досить складної для гри і доступної лише професійним музикантам, простіша цистра зручніша за розміром і простіша для навчання, більше підходила для любителів. Це прямий предок гітари. Вона характеризується своїми деками — дощечками з перпендикулярними корпусу сторонами, плоским дном і кілковою коробкою в формі серпа. Металеві струни, які перебирали пальцями або медіатором, надавали їй легкий тембр та «соковитий» голос, який більше підходив для виконання серйозної музики. Ноти для цистри записували як правило у вигляді табулатури.
Подібними до цистри вважаються традиційні інструменти ряду європейських народів: в Німеччині — Waldzither, на Корсиці — цетера, в Іспанії — бандурія, в Португалії — португальська гітара.